# Amtsgericht Erding

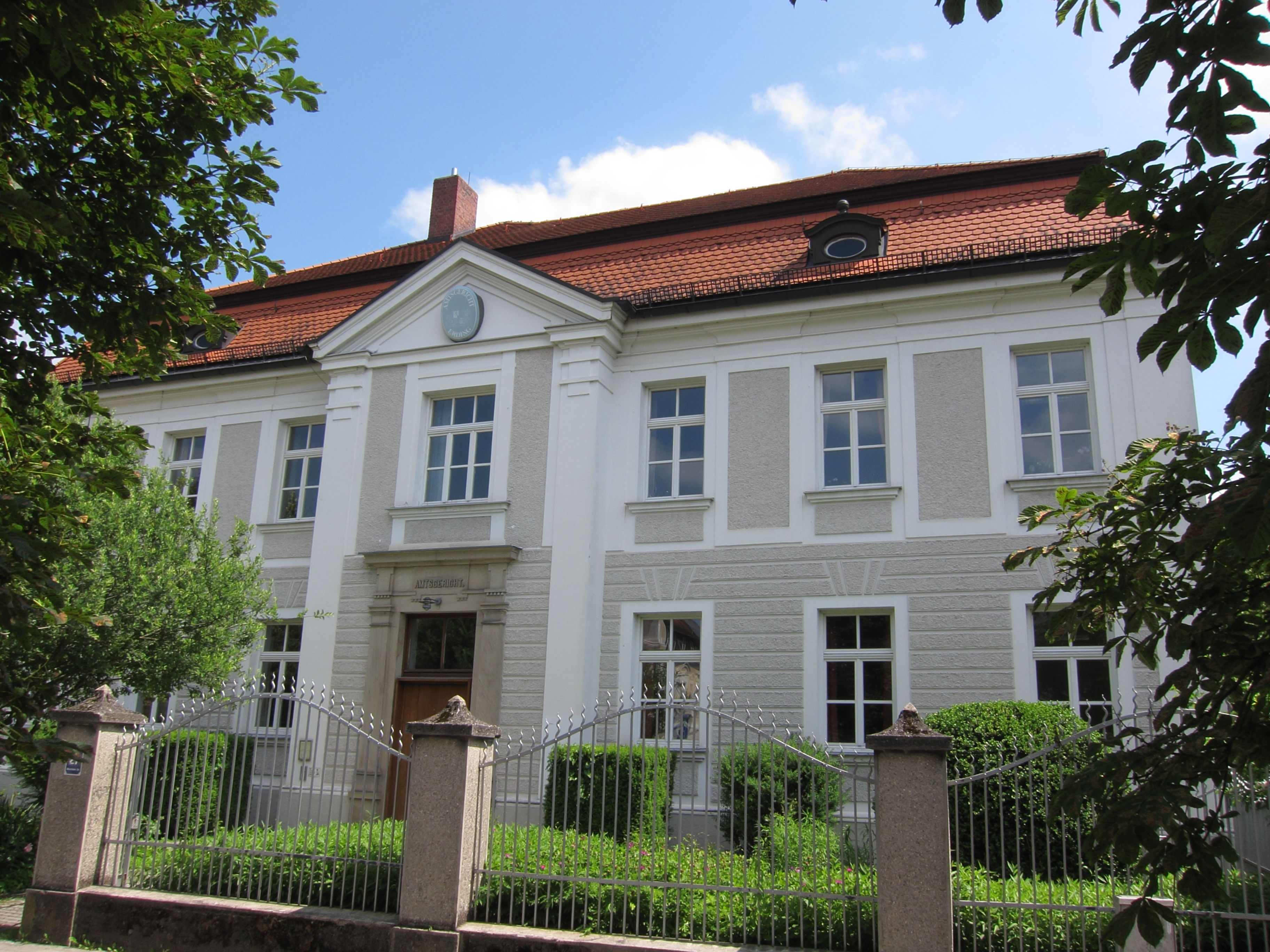
Amtsgericht Erding

Das Amtsgericht Erding ist ein Gericht der ordentlichen Gerichtsbarkeit. Es ist eines von 73 Amtsgerichten in Bayern und eines von fünf Amtsgerichten im Landgerichtsbezirk Landshut.

## Geschichte
Bereits seit dem 13. Jahrhundert existierte ein Pfleggericht Erding des Herzogtums Bayern, das auch damals schon häufig als Landgericht bezeichnet wurde. Das Pfleggericht Erding war wie die benachbarten Pfleggerichte Moosburg und Dorfen seit dem 16. Jahrhundert dem Rentamt Landshut zugeordnet. 1803 wurde im Verlauf der Verwaltungsneugliederung Bayerns das Landgericht Erding errichtet. Es gehörte ab 1808 zum Isarkreis und ab 1838 zum Kreis Oberbayern.
Das Landgericht Erding wurde 1858 aufgeteilt.  Aus 19 Gemeinden im Osten des Landgerichtsbezirks Erding bildete man das Landgericht Dorfen. Übergeordnete Instanz war das Appellationsgericht München. Im Bezirksamt Erding wurden wenig später im Jahre 1862 die Verwaltungsaufgaben des Landgerichts älterer Ordnung Erding und des 1858 gebildeten Landgerichtsbezirks Dorfen zusammengefasst.
Die beiden Landgerichte Erding und Dorfen blieben bis zur Einführung des Gerichtsverfassungsgesetzes im Deutschen Reich am 1. Oktober 1879 als Gerichtsbehörden bestehen. Aus ihnen wurden die Amtsgerichte Erding und Dorfen gebildet. Infolge kriegsbedingter Notmaßnahmen war das Amtsgericht Dorfen zu einer Zweigstelle des Amtsgerichts Erding heruntergestuft worden. Nachdem dies 1956 noch einmal amtlich bestätigt wurde, verordnete das Bayerische Staatsministerium der Justiz zum 1. Juli 1959 die Aufhebung dieser Zweigstelle.
Nachdem es mehr als 112 Jahre dem Landgerichtsbezirk München II angehört hatte, wechselte das Amtsgericht Erding zum 1. Mai 1992 in den Landgerichtsbezirk Landshut. Dazu erhielt es noch die Zuständigkeit für den gesamten Flughafen München, dessen Gebiet sowohl im Landkreis Erding als auch im Landkreis Freising liegt.

## Zuständigkeitsbereich
Das Amtsgericht Erding ist zuständig für den Landkreis Erding sowie das gesamte Gelände des Flughafens München, auch soweit es im Landkreis Freising liegt und dafür Münchener Postleitzahlen und Telefonnummern gelten. Aufgrund der Zuständigkeit für den Flughafen machen Verfahren um Fluggastrechte mittlerweile mehr als 90 Prozent der zivilrechtlichen Verfahren am Gericht aus.
Das Amtsgericht Erding ist Haftgericht für männliche Beschuldigte der Bezirke Freising und Erding. Für weibliche Beschuldigte ist als Haftgericht das Amtsgericht München zuständig. Insolvenzgericht und Landwirtschaftsgericht für den Bezirk Erding ist das Amtsgericht Landshut.

## Gebäude
Das Gebäude wurde im Jahre 1903 an der Stelle des ehemaligen Erdinger Klosters errichtet, ist geschütztes Baudenkmal und befindet sich in Erding in der Münchner Str. 27. Unmittelbar hinter dem Amtsgerichtsgebäude befindet sich die Justizvollzugsanstalt Erding.